# Bracon enarmoniae
Bracon enarmoniae är en stekelart som först beskrevs av De Saeger 1943.  Bracon enarmoniae ingår i släktet Bracon och familjen bracksteklar. Inga underarter finns listade.